# Sonny Laiton
Sonny Patrick Laiton (Saint-Louis, 28 gennaio 2000) è un calciatore francese naturalizzato malgascio, portiere dell'Avenir Beggen e della nazionale malgascia.

## Carriera

### Club
Laiton è cresciuto nel settore giovanile dell'Auxerre, ed è stato promosso nella seconda squadra a partire dalla stagione 2017-2018. Nel novembre del 2017 ha firmato il primo contratto professionistico. Il 14 agosto 2018 ha esordito in prima squadra giocando titolare l'incontro di Coupe de la Ligue vinto 3-1 contro il Gazélec Ajaccio e due anni più tardi, il 22 agosto 2020, ha giocato il suo primo incontro di Ligue 2 contro il Sochaux sostituendo Ousoumane Camara vista l'espulsione del portiere titolare Donovan Léon.
Il 13 settembre 2022 è stato ceduto in prestito per una stagione allo Stade Briochin. Rientrato in Borgogna, è stato nuovamente assegnato alla seconda squadra.

### Nazionale
Ha giocato con le nazionali giovanili francesi Under-17, Under-19 e Under-20.
Il 22 marzo 2024 ha debuttato con la nazionale malgascia nell'incontro amichevole vinto 1-0 contro il Burundi.

## Statistiche

### Presenze e reti nei club
Statistiche aggiornate al 7 giugno 2024.
| Stagione        | Squadra          | Campionato      | Campionato | Campionato | Coppe nazionali | Coppe nazionali | Coppe nazionali | Coppe continentali | Coppe continentali | Coppe continentali | Altre coppe | Altre coppe | Altre coppe | Totale | Totale | Totale |
| Stagione        | Squadra          | Comp            | Pres       | Reti       | Comp            | Pres            | Reti            | Comp               | Pres               | Reti               | Comp        | Pres        | Reti        | Pres   | Reti   |        |
| --------------- | ---------------- | --------------- | ---------- | ---------- | --------------- | --------------- | --------------- | ------------------ | ------------------ | ------------------ | ----------- | ----------- | ----------- | ------ | ------ | ------ |
| 2017-2018       | Auxerre 2        | N3              | 16         | -18        |                 | -               | -               |                    | -                  | -                  |             | -           | -           | 16     | -18    |        |
| 2018-2019       | Auxerre 2        | N3              | 20         | -18        |                 | -               | -               |                    | -                  | -                  |             | -           | -           | 20     | -18    |        |
| 2019-2020       | Auxerre 2        | N3              | 14         | -8         |                 | -               | -               |                    | -                  | -                  |             | -           | -           | 14     | -8     |        |
| 2020-2021       | Auxerre 2        | N2              | 1          | -4         |                 | -               | -               |                    | -                  | -                  |             | -           | -           | 1      | -4     |        |
| 2021-2022       | Auxerre 2        | N2              | 12         | -16        |                 | -               | -               |                    | -                  | -                  |             | -           | -           | 12     | -16    |        |
| set. 2022       | Auxerre 2        | N2              | 1          | -1         |                 | -               | -               |                    | -                  | -                  |             | -           | -           | 1      | -1     |        |
| 2018-2019       | Auxerre          | L2              | 0          | 0          | CF+CdL          | 1,2             | -1,-2           |                    | -                  | -                  |             | -           | -           | 3      | -3     |        |
| 2019-2020       | Auxerre          | L2              | 0          | 0          | CF+CdL          | 0               | 0               |                    | -                  | -                  |             | -           | -           | 0      | 0      |        |
| 2020-2021       | Auxerre          | L2              | 0          | 0          | CF              | 2               | 0               |                    | -                  | -                  |             | -           | -           | 2      | 0      |        |
| 2021-2022       | Auxerre          | L2              | 4          | -3         | CF              | 0               | 0               |                    | -                  | -                  |             | -           | -           | 4      | -3     |        |
| 2022-2023       | Stade Briochin 2 | N3              | 2          | -1         |                 | -               | -               |                    | -                  | -                  |             | -           | -           | 2      | -1     |        |
| 2022-2023       | Stade Briochin   | N1              | 16         | -22        | CF              | 0               | 0               |                    | -                  | -                  |             | -           | -           | 16     | -22    |        |
| 2023-2024       | Auxerre 2        | N2              | 21         | -25        |                 | -               | -               |                    | -                  | -                  |             | -           | -           | 21     | -25    |        |
| Totale carriera | Totale carriera  | Totale carriera | 107        | -116       |                 | 4               | -3              |                    | -                  | -                  |             | -           | -           | 111    | -119   |        |

### Cronologia presenze e reti in nazionale
| Cronologia completa delle presenze e delle reti in nazionale ― Madagascar | Cronologia completa delle presenze e delle reti in nazionale ― Madagascar | Cronologia completa delle presenze e delle reti in nazionale ― Madagascar | Cronologia completa delle presenze e delle reti in nazionale ― Madagascar | Cronologia completa delle presenze e delle reti in nazionale ― Madagascar | Cronologia completa delle presenze e delle reti in nazionale ― Madagascar | Cronologia completa delle presenze e delle reti in nazionale ― Madagascar | Cronologia completa delle presenze e delle reti in nazionale ― Madagascar |
| Data                                                                      | Città                                                                     | In casa                                                                   | Risultato                                                                 | Ospiti                                                                    | Competizione                                                              | Reti                                                                      | Note                                                                      |
| ------------------------------------------------------------------------- | ------------------------------------------------------------------------- | ------------------------------------------------------------------------- | ------------------------------------------------------------------------- | ------------------------------------------------------------------------- | ------------------------------------------------------------------------- | ------------------------------------------------------------------------- | ------------------------------------------------------------------------- |
| 22-3-2024                                                                 | Antananarivo                                                              | Madagascar                                                                | 1 – 0                                                                     | Burundi                                                                   | Amichevole                                                                | -                                                                         |                                                                           |
| 7-6-2024                                                                  | Johannesburg                                                              | Madagascar                                                                | 2 – 1                                                                     | Comore                                                                    | Qual. Mondiali 2026                                                       | -1                                                                        |                                                                           |
| 11-6-2024                                                                 | Johannesburg                                                              | Madagascar                                                                | 0 – 0                                                                     | Mali                                                                      | Qual. Mondiali 2026                                                       | -                                                                         | 90+8’                                                                     |
| 5-9-2024                                                                  | Radès                                                                     | Tunisia                                                                   | 1 – 0                                                                     | Madagascar                                                                | Qual. Coppa d'Africa 2025                                                 | -1                                                                        | 90+2’                                                                     |
| 9-9-2024                                                                  | Tunisi                                                                    | Madagascar                                                                | 1 – 1                                                                     | Comore                                                                    | Qual. Coppa d'Africa 2025                                                 | -1                                                                        |                                                                           |
| 11-10-2024                                                                | Casablanca                                                                | Madagascar                                                                | 1 – 1                                                                     | Gambia                                                                    | Qual. Coppa d'Africa 2025                                                 | -1                                                                        |                                                                           |
| 14-10-2024                                                                | El Jadida                                                                 | Gambia                                                                    | 1 – 0                                                                     | Madagascar                                                                | Qual. Coppa d'Africa 2025                                                 | -1                                                                        | 27’                                                                       |
| 18-11-2024                                                                | Al Hoceima                                                                | Comore                                                                    | 1 – 0                                                                     | Madagascar                                                                | Qual. Coppa d'Africa 2025                                                 | -1                                                                        |                                                                           |
| 8-6-2025                                                                  | Orléans                                                                   | RD del Congo                                                              | 3 – 1                                                                     | Madagascar                                                                | Amichevole                                                                | -3                                                                        |                                                                           |
| Totale                                                                    |                                                                           | Presenze                                                                  | 9                                                                         |                                                                           | Reti                                                                      | -9                                                                        |                                                                           |